# 满城北街街道
满城北街街道，原银川新城、宁夏新满营、丰乐堡，是中华人民共和国宁夏回族自治区銀川市金凤区下辖的一个乡镇级行政单位。

## 行政区划
满城北街街道下辖以下地区：
中强社区、满春园社区、紫阳社区、立交桥社区、紫馨苑社区、阅海社区和平伏桥村。